# Sport Klub
Sport Klub est un réseau de chaînes de télévision consacré aux sports et qui est diffusé en Bosnie-Herzégovine, Croatie, Macédoine du Nord, Monténégro, Serbie et Slovénie. 
Les chaînes de télévision Sport Klub, offrent à la diffusion un grand nombre de sports parmi lesquels on peut trouver du football, du basketball, du golf, du volleyball ou encore du hockey sur glace.  

## Histoire
Les chaînes Sport Klub sont créées le 2 janvier 2006. Elles sont à leur lancement diffusées en Bosnie-Herzégovine, au Monténégro, en Serbie et en Slovénie. En 2007, la Croatie s'ajoute à la liste des pays diffuseurs puis la Macédoine du Nord en 2011.
En 2013, les trois chaînes existantes sont renommées en SK1, SK2, SK3 et la chaîne haute définition est nommée SK HD.
Ces changements s'accompagnent d'un changement d'identité visuelle, avec notamment un nouveau logo.

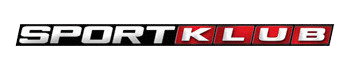
Ancien Logo

Nouveau logo

Les chaînes se décomposent aujourd'hui en 13 chaînes, de SK1 à SK10, SK HD, SK GOLF réservée au golf et SK ESPORTS pour le e-sport.

## Programmes

### Football
- UEFA national teams (through 2022)
  - Championnat d'Europe de football 2020 (finals (exc. SVN) and qualifiers)
  - FIFA World Cup 2022 qualifications
  - Ligue des nations de l'UEFA
  - UEFA Under-19 Futsal Championship
  - UEFA Women's Futsal Championship
  - UEFA Youth Championships
    - Championnat d'Europe de football des moins de 19 ans
    - UEFA Women's Under-19 Championship
    - UEFA European Under-17 Championship
    - UEFA Women's Under-17 Championship
- CONCACAF
- Football de plage

Ligues
- UEFA club competitions (SVN uniquement) (through 2021)
  - Ligue des champions de l'UEFA
  - Ligue Europa
  - Supercoupe de l'UEFA
- Ligue des champions de la CONCACAF
- Premier League
- LaLiga Santander
- Primeira Liga
- Superleague Elláda
- Kategoria Superiore
- Süper Lig
- Eredivise
- Premier-Liha
- Bundesliga Autriche
- Liga I
- Allsvenskan
- Superligaen
- Veikkausliiga
- Pepsi-deild
- Linglong Tire Super liga Srbije (SVN uniquement)
- Chinese Super League
- Prva liga Telekom Slovenije
- Championship
- League One
- League Two
- LaLiga SmartBank
- Championnat de deuxième division slovène
- Vycheïchaïa Liha
- Ligue Tadjik
- 3 Liga
- J1 League
- Liga MX

Coupes
- FA Cup
- Coppa Italia
- Coupe de Turquie "Ziraat"
- KNVB Beker
- Scottish Cup
- Coupe d'Ukraine de football
- Coupe du Danemark de football
- Croky Cup
- Coupe d'Estonie de football
- Taça de Portugal
- Supercoupe d'Italie de football
- Supercoupe de Turquie de football
- Supercoupe des Pays-Bas de football
- Supercoupe d'Ukraine de football
- Community Shield

### Basketball
- EuroLigue de basket-ball
- EuroCup
- Championnat de Turquie de basket-ball
- Championnat d'Italie de basket-ball
- German Basketball League
- 2019 FIBA Basketball World Cup

Coupes
- Coupe d'Italie
- Supercoupe d'Italie de basket-ball
- Supercoupe de Turquie
- Supercoupe d'Allemagne

### Tennis
- Wimbledon
- ATP Masters 1000
- ATP World Tour 500
- ATP 250 - most tournaments
- ATP Finals
- WTA Tour
- ATP Cup

### Motosport
- Formule 1 (Sauf Croatie et Slovénie)
- Moto GP (Sauf Slovénie)
- Moto 2 (Sauf Slovénie)
- Moto 3 (Sauf Slovénie)
- NASCAR
- Speedway

### Football américain
- NFL
- Ligue des champions européenne de l'IFAF]
- Central European Football League
- Serbian National League

### Volleyball
- Ligue des champions masculine de volley-ball
- Ligue des champions féminine de volley-ball
- Italian Men's Volleyball League
- Italian Women's Volleyball League

### Handball
- Ligue des champions masculine de l'EHF
- Spanish ASOBAL League
- Coupe du Roi de handball
- Supercoupe d'Espagne
- Championnat de Slovénie masculin de handball

### Hockey sur glace
- KHL
- EBEL

### Athlétisme
- Ligue de diamant